# Берони (Кунео)
Берони је насеље у Италији у округу Кунео, региону Пијемонт.
Према процени из 2011. у насељу је живело 155 становника. Насеље се налази на надморској висини од 250 м.